# Thanh Xuan Machinery and Motors Industry Company
Thanh Xuan Machinery and Motors Industry Company war ein vietnamesischer Hersteller von Automobilen. Es findet sich auch die Firmierung Thanh Xuan Industry Automobile Motorbike Company.

## Unternehmensgeschichte
Das Unternehmen wurde 2002 in Hanoi gegründet. Das Unternehmen gab dafür den 4. November 2002 an. Es begann 2003 mit der Produktion von UAZ-Fahrzeugen. Laut einer anderen Quelle begann die Herstellung bereits 2002 im CKD-Verfahren.
Für 2003 sind 506 Fahrzeuge der Marke UAZ überliefert.
Im Jahr 2004 kam die Lizenzfertigung von Fahrzeugen des chinesischen Herstellers Zhongxing dazu. Der Markenname lautet Thanh Xuan.
Nach 2004 verliert sich die Spur des Unternehmens. Die letzte gespeicherte Version der Internetseite mit sinnvollem Inhalt stammt vom 9. September 2004.

## Fahrzeuge
Die ersten 48 Fahrzeuge des Geländewagens UAZ-31512 waren bis März 2003 komplettiert. Das Abkommen mit UAZ lief zunächst über fünf Jahre und sah die Fertigung von 3500 Fahrzeugen vor. Das Unternehmen nennt die Modelle UAZ-31512, UAZ-31514, UAZ-31519 und UAZ-3303. 31512, 31514 und 31519 sind Varianten des UAZ-469, während der 3303 ein Kleintransporter ist.